# AnchorFree
AnchorFree是一家互聯網隱私和安全公司，為企業和消費者提供先進的技術，以實現安全和私人的網路瀏覽。該公司的旗艦產品是 Hotspot Shield，這是一種VPN服務，並且該應用程式在App Store被評選為生產力最高的應用程式。大衛·哥羅德斯基（David Gorodyansky）與他的朋友尤金·馬洛伯茨基（Eugene Malobrodsky）於2005年共同創立了該公司。
AnchorFree的總部位於加利福尼亞州紅木城，且在烏克蘭和俄羅斯設有辦事處。 2018年的最新一輪融資為該公司帶來了2.95億美元，使其總資金達到3.58億美元。

## 平臺和用戶
該公司使用“ 免費增值 ”的商業模式。以其旗艦產品Hotspot Shield爲例，其免費版提供具有一般功能的基本版軟體和具有某些增強功能的付費版本軟體 ，例如虛擬服務器位置，更高的速度，無限的帶寬和AnchorFree的 ydra技術的24/7實時支援。
AnchorFree的應用程序可用使用于Microsoft Windows，Mac OS X，Android和iOS 操作系統的台式機和移動設備 。該軟件下載量達6.5億次，並在200多個國家/地區使用。此外，全球60％的知名安全公司和許多全球電信公司都使用AnchorFree的專有技術。
在互聯網受到審查的國家/地區，Hotspot Shield是一款重要的應用程序。該應用程序允許用戶私密安全地訪問受限制的網站。該公司報告稱，在2010年阿拉伯之春期間，其埃及用戶群從100,000個增加到100萬。在此期間，該程序用於訪問Twitter等社交媒體網站組織抗議活動。它在阿拉伯之春之前也用於突尼斯和利比亞。
2012年，在Hotspot Shield的下載量達到6000萬之後，該公司宣布已從高盛（Goldman Sachs）籌集了5200萬美元的融資。

## 評論與所獲獎項
2019年1月，TechRadar授予AnchorFree的Hotspot Shield 4星（滿分5星）評分，稱其為“重視速度的用戶的高級VPN”。評論家邁克·威廉姆斯（Mike Williams）總結說：“如果網路瀏覽速度是您的重中之重，則其高速的性能可以完全達到這一點。”
2019年，《Fast Company》將AnchorFree評選為全球第13名最具創新性的公司和第1名最具創新性的安全公司。
著名的AV-Test將AnchorFree的技術稱為市場上最快，最安全的VPN技術。 
2013年，应用奖將Hotspot Shield評為最佳在線安全/隱私應用程式。
公司首席執行官為《福布斯》雜誌撰寫文章， 將AnchorFree America評為2013年第六大最有前途的公司。
《商業內幕》將AnchorFree評為2013年15家最重要的安全初創企業之一。